# فیوتالیوفو، شیلی
فیوتالیوفو، شیلی (به اسپانیایی: Futaleufú, Chile) یک سکونتگاه مسکونی در شیلی است که در Palena Province واقع شده‌است.

## خصوصیات
فیوتالیوفو ۱٬۲۸۰٫۰ کیلومترمربع مساحت و ۲٬۲۹۷ نفر جمعیت دارد.